# يان دايسون
يان دايسون (بالإنجليزية: Ian Dyson) هو ضابط شرطة بريطاني، ولد في 26 أكتوبر 1960 في إبسوم في المملكة المتحدة.